# 依納爵·穆薩一世·達烏德
依納爵·穆薩一世·達烏德（阿拉伯语：‎；1930年9月18日—2012年4月7日）是天主教敘利亞籍主教級樞機。也是敘利亞禮安提阿宗主教。

## 生平
達烏德出生於1935年3月18日，敘利亞北部阿勒頗省的城鎮邁斯凱奈。於1954年10月17日晉鐸。後來，在羅馬宗座拉特朗大學獲得教會法學位。
他在1977年9月18日，被時任宗主教任命為敘利亞禮開羅教區主教。1994年，改任敘利亞禮霍姆斯總教區。
於1998年10月13日，達烏德被敘利亞禮天主教會主教會議選為敘利亞禮安提阿宗主教。同月20日，他被時任教宗若望保祿二世確認為安提阿宗主教，並於1998年10月25日就任。
於2000年11月25日，接替榮休的阿基萊·西爾維斯特里尼樞機兼任聖座東方教會部部長。2001年1月8日，辭去敘利亞禮宗主教的職務。
2001年2月21日，被時任教宗若望保祿二世任命為主教級樞機。他曾參與2005年教宗選舉，當時選出的教宗為本篤十六世。2007年6月9日榮休，由萊奧納多·桑德里接替東方教會部部長的職務。其後，他成為信理部、封聖部、宗座一心理事會、宗座基督徒合一促進理事會和世界主教會議黎巴嫩特別委員會的成員。
依納爵·穆薩一世於2012年4月7日在羅馬去世，享年81歲。同月10日，在梵蒂岡聖伯多祿大殿舉行拉丁禮葬禮彌撒。同月16日，遺體飛抵黎巴嫩首都貝魯特，並舉行安提約基亞禮彌撒。

## 牧徽

依納爵·穆薩一世·達烏德樞機牧徽